# Simon Krek
Simon Krek, slovenski jezikoslovec, 8. februar 1967, Kranj

## Življenje
Rodil se je 8. februarja leta 1967 v Kranju. Po šolanju v Gimnaziji Škofja Loka in pridobljeni maturi leta 1985 se je vpisal na Filozofsko fakulteto v Ljubljani, smer angleški jezik in filozofija. Doktoriral je leta 2011 iz slovenistike, njegova doktorska disertacija nosi naslov Pridobivanje jezikovnih podatkov iz besedilnih korpusov za namen izdelave enojezičnih slovarjev in slovnic. Zaposlen je bil na različnih mestih: 4 leta je bil urednik v knjižni zbirki KRT in hkrati veliko časa deloval kot urednik slovarjev pri DZS, bil je zaposlen na Filozofski fakulteti v Ljubljani kot asistent na oddelku za prevajalstvo, večino časa pa je posvetil raziskovanju na področjih jezikoslovja, tehnologije in računalništva.

## Delo
Ukvarja se predvsem s položajem slovenskega jezika v digitalnem svetu. Zanima ga stanje sodobne slovenščine, raziskuje in analizira rabo slovenščine v digitalnem okolju, dela na področju razvoja metod in tehnologij za analizo jezika. Njegova glavna področja raziskovanja so leksikografija in leksikogramatika, korpusno jezikoslovje, računalniška obdelava naravnih jezikov, jezikovnotehnološka infrastruktura in računalniško podprto učenje in poučevanje jezikov.
Sodeloval je pri številnih domačih in mednarodnih projektih: ELEXIS (European Lexicographic Infrastructure), ELG (European Language Grid), ETTB (eTranslation TermBank), MARCELL (Multilingual Resources for CEF.AT in the legal domain) in drugi. Med drugim je bil vodja Centra za jezikovne vire in tehnologije za slovenski jezik, vodja projekta Nova slovnica sodobne standardne slovenščine, bil je glavni urednik Velikega angleško-slovenskega slovarja OXFORD-DZS, urednik Zbornika Študije o korpusnem jezikoslovju, vodja projekta Razvoj slovenščine v digitalnem okolju, veliko je pripomogel pri izdelavi in delovanju Korpusa FidaPLUS, kasneje tudi pri korpusih Gigafida, Kres, Gigafida2.0 in drugi. Še danes si v glavnem prizadeva za razvoj in veljavo slovenščine v digitalnem okolju.

### Center za jezikovne vire in tehnologije za slovenski jezik
CJVT je enota Univerze v Ljubljani, ki je namenjena znanstvenemu raziskovanju, vzpostavljanju in vzdrževanju temeljnih digitalnih jezikovnih virov in jezikovnotehnoloških orodij za sodobni slovenski jezik, ki so praktično uporabni in preko spleta dostopni vsem uporabnikom slovenskega jezika v svetu. Center se zavzema za odprt dostop do jezikovnih podatkov, ki bi bili na voljo vsakomur. Da bi se približali uporabnikom in njihovim potrebam, nudijo tudi možnost soustvarjanja.

### Nova slovnica sodobne standardne slovenščine
NSSSS je slovenski nacionalni projekt, katerega osnovni namen je bil raziskati jezikoslovne metodološke temelje celostne računalniške analize sodobne pisne in govorjene slovenščine, kakršna je zajeta v novih korpusih slovenskega jezika, in s tem zagotoviti osnovo za izdelavo novih empirično zasnovanih slovničnih opisov slovenskega jezika. S tem namenom so izdelali obsežne prosto dostopne korpusne baze podatkov, ki bodo neposredno uporabne tako pri izdelavi bodočih jezikovnotehnoloških orodij in aplikacij za slovenski jezik, kot tudi za jezikoslovno analizo realnega jezika, ki je prvi korak na poti do nove empirično zasnovane korpusne slovnice slovenskega jezika.

### Veliki angleško-slovenski slovar Oxford
Veliki angleško-slovenski slovar Oxford je slovar angleških besed in besednih zvez, ki celovito pokriva tudi obsežno angleško splošno besedišče in strokovno izrazje, vključuje britanske in ameriške različice besed, okrajšave ter lastna imena. Izšel je v dveh zvezkih pri založbi DZS v letih 2005 in 2006.
Namenjen je vsem slovenskim uporabnikom angleškega jezika, je temeljni priročnik tako za tehnične kot književne prevajalce, učitelje, študente in dijake, tudi za poslovneže in politike.